# Baccaurea nanihua
Baccaurea nanihua är en emblikaväxtart som beskrevs av Elmer Drew Merrill. Baccaurea nanihua ingår i släktet Baccaurea och familjen emblikaväxter. Inga underarter finns listade i Catalogue of Life.